# 惠本裕子
惠本裕子（1972年12月23日—）是一名日本女子柔道运动员。她在1996年亚特兰大夏季奥林匹克运动会中，参加了女子柔道比赛并获得61公斤级金牌。